# Teritucmes
Teritucmes (em grego clássico: Τεριτούχμης; romaniz.: Teritoúchmes) foi um oficial militar do Império Aquemênida, ativo no século V a.C. durante o reinado do xainxá Artaxerxes II (r. 405/4–359/8 a.C.).

## Vida

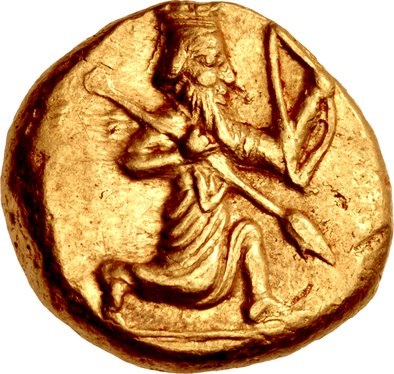
Dárico cunhado entre os reinados de e

Teritucmes era filho de Hidarnes III, um oficial militar do Império Aquemênida ativo durante o reinado do xainxá Dario II (r. 423–404 a.C.). De acordo com Estrabão, relatando a tradição sobrevivente a respeito da origem dos orôntidas, que descendiam da linhagem de Hidarnes, essa família estava associada a Hidarnes I, um dos Sete Persas que, sob comando do futuro xainxá Dario I (r. 522–486 a.C.), participaram no golpe que derrubou Esmérdis (r. 522 a.C.). Por conseguinte, as fontes colocam que Bagabigna, pai de Hidarnes I, era originário da Báctria, dando uma origem iraniana oriental à família. Sabe-se, a partir de informações extraídas de Ctésias de Cnido e da estela de Xanto, que Teritucmes era irmão de Tissafernes, outro oficial dos séculos V e IV a.C.; Estatira, que casaria com o futuro xainxá Artaxerxes II (r. 405/4–359/8 a.C.), filho de Dario II; Roxana; Metrostes; Hélico e talvez Mazeu.
Em data incerta, Teritucmes sucedeu seu pai como sátrapa da Armênia. Com a intenção de estreitar mais os laços entre a dinastia reinante e os hidárnidas da Armênia, Dario II concedeu sua filha Amástris como esposa a Teritucmes. No entanto, o sátrapa se apaixonou por sua irmã Roxana, com quem planejava se casar, e conspirou para assassinar sua esposa e se rebelar contra o rei. Para se livrar de Amástris, quis colocá-la num saco, onde seria morta a facadas por trezentos cúmplices. Dario II soube das intenções do sátrapa e enviou cartas a Udiastes, um indivíduo que havia adquiro influência sobre Teritucmes, prometendo recompensá-lo se salvasse sua filha. Udiastes atacou o sátrapa, que foi assassinado após alegadamente matar 37 de seus agressores. Mitradates, filho de Udiastes e escudeiro de Teritucmes, não participou da conspiração e amaldiçoou seu pai pelo ocorrido. Além disso, tomou a cidade de Zaris e a deu ao filho de Teritucmes, cujo nome não foi registrado. Parisátide, esposa de Dario II, ordenou que a mãe de Teritucmes, seus irmãos Metrostes e Hélico, e suas irmãs, exceto Estatira, fossem condenados à morte.